# Coppa Libertadores 2014
La Copa Libertadores de América 2014 (ufficialmente Copa Bridgestone Libertadores de América 2014 per ragioni di sponsorizzazione) è stata la 55ª edizione della Coppa Libertadores, la maggiore competizione internazionale per club organizzata dalla CONMEBOL, la federazione calcistica sudamericana. Vi hanno preso parte 38 club provenienti da 11 paesi: Argentina, Bolivia, Brasile, Cile, Colombia, Ecuador, Paraguay, Perù, Uruguay, Venezuela e Messico.
Il San Lorenzo ha conquistato per la prima volta la coppa battendo nella doppia finale il Nacional di Asunción, ottenendo così anche l'accesso alla Coppa del mondo per club FIFA 2014 e contenderà la Recopa Sudamericana 2015 al vincitore della Copa Sudamericana 2014.

## Squadre qualificate
Le squadre in grassetto sono state ammesse direttamente alla fase a gironi.
| Nazione                     | Squadra                             | Metodo di qualificazione                                                                        |
| --------------------------- | ----------------------------------- | ----------------------------------------------------------------------------------------------- |
| Argentina 5 posti           | Vélez Sarsfield (Argentina 1)       | Vincitore Primera División 2012-2013                                                            |
| Argentina 5 posti           | Newell's Old Boys (Argentina 2)     | Vincitore Final 2013                                                                            |
| Argentina 5 posti           | San Lorenzo (Argentina 3)           | Vincitore Inicial 2013                                                                          |
| Argentina 5 posti           | Arsenal Sarandí (Argentina 4)       | Vincitore Copa Argentina 2012-2013                                                              |
| Argentina 5 posti           | Lanús (Argentina 5)                 | Vincitore Copa Sudamericana 2013                                                                |
| Bolivia 3 posti             | Bolívar (Bolivia 1)                 | Vincitore Clausura 2012-13                                                                      |
| Bolivia 3 posti             | The Strongest (Bolivia 2)           | Vincitore Apertura 2013-14                                                                      |
| Bolivia 3 posti             | Oriente Petrolero (Bolivia 3)       | Secondo classificato Clausura 2012-13                                                           |
| Brasile 5+1 posti           | Atlético Mineiro (Brazil 1)         | Vincitore Coppa Libertadores 2013                                                               |
| Brasile 5+1 posti           | Cruzeiro (Brazil 2)                 | Vincitore Série A 2013                                                                          |
| Brasile 5+1 posti           | Flamengo (Brazil 3)                 | Vincitore Coppa del Brasile 2013                                                                |
| Brasile 5+1 posti           | Grêmio (Brazil 4)                   | Secondo classificato Série A 2013                                                               |
| Brasile 5+1 posti           | Athl. Paranaense (Brazil 5)         | Terzo classificato Série A 2013                                                                 |
| Brasile 5+1 posti           | Botafogo (Brazil 6)                 | Quarto classificato Série A 2013                                                                |
| Cile 3 posti                | Unión Española (Cile 1)             | Vincitore Transición 2013                                                                       |
| Cile 3 posti                | O'Higgins (Cile 2)                  | Vincitore Apertura 2013                                                                         |
| Cile 3 posti                | Universidad de Chile (Cile 3)       | Vincitore Liguilla Pre-Libertadores 2013                                                        |
| Colombia 3 posti            | Atlético Nacional (Colombia 1)      | Vincitore Apertura 2013 e Finalización 2013                                                     |
| Colombia 3 posti            | Deportivo Cali (Colombia 2)         | Secondo miglior punteggio complessivo della Reclasificación 2013                                |
| Colombia 3 posti            | Santa Fe (Colombia 3)               | Terzo miglior punteggio complessivo della Reclasificación 2013                                  |
| Ecuador 3 posti             | Emelec (Ecuador 1)                  | Vincitore Serie A 2013                                                                          |
| Ecuador 3 posti             | Independiente del Valle (Ecuador 2) | Secondo classificato Serie A 2013                                                               |
| Ecuador 3 posti             | Deportivo Quito (Ecuador 3)         | Terzo classificato nella classifica accumulata della Serie A 2013                               |
| Paraguay 3 posti            | Cerro Porteño (Paraguay 1)          | Vincitore Clausura 2013                                                                         |
| Paraguay 3 posti            | Nacional (Paraguay 2)               | Vincitore Apertura 2013                                                                         |
| Paraguay 3 posti            | Guaraní (Paraguay 3)                | Miglior piazzato non campione División Profesional 2013                                         |
| Perù 3 posti                | Universitario (Peru 1)              | Vincitore Campeonato Descentralizado 2013                                                       |
| Perù 3 posti                | Real Garcilaso (Peru 2)             | Secondo classificato Campeonato Descentralizado 2013                                            |
| Perù 3 posti                | Sporting Cristal (Peru 3)           | Miglior piazzato Campeonato Descentralizado 2013                                                |
| Uruguay 3 posti             | Peñarol (Uruguay 1)                 | Vincitore Primera División 2012-13                                                              |
| Uruguay 3 posti             | Defensor Sporting (Uruguay 2)       | Secondo classificato Primera División 2012-13                                                   |
| Uruguay 3 posti             | Nacional (Uruguay 3)                | Miglior piazzato Primera División 2012-13                                                       |
| Venezuela 3 posti           | Zamora FC (Venezuela 1)             | Vincitore Primera División 2012-13                                                              |
| Venezuela 3 posti           | Dep. Anzoátegui (Venezuela 2)       | Secondo classificato Primera División 2012-13                                                   |
| Venezuela 3 posti           | Caracas (Venezuela 3)               | Miglior piazzato non finalista Primera División 2012-13                                         |
| Messico (CONCACAF) 3 inviti | Santos Laguna (Mexico 1)            | Miglior piazzato Apertura 2013 non qualificato alla CONCACAF Champions League 2013-2014         |
| Messico (CONCACAF) 3 inviti | León (Mexico 2)                     | Secondo miglior piazzato Apertura 2013 non qualificato alla CONCACAF Champions League 2013-2014 |
| Messico (CONCACAF) 3 inviti | Monarcas Morelia (Mexico 3)         | Terzo miglior piazzato Apertura 2013 non qualificato alla CONCACAF Champions League 2013-2014   |

## Primo turno
Al primo turno hanno partecipato dodici squadre. Le sei vincitrici del doppio confronto (andata e ritorno) si sono qualificate alla fase a gironi.
| Squadra 1            | Totale          | Squadra 2           | Andata | Ritorno |
| -------------------- | --------------- | ------------------- | ------ | ------- |
| Sporting Cristal     | 3 – 3 (4-5 dcr) | Atlético Paranaense | 2 − 1  | 1 − 2   |
| Deportivo Quito      | 1 − 4           | Botafogo            | 1 − 0  | 0 − 4   |
| Universidad de Chile | 4 – 2           | Guaraní             | 1 − 0  | 3 − 2   |
| Caracas              | 0 − 3           | Lanús               | 0 − 2  | 0 − 1   |
| Morelia              | 2 – 2 (gfc)     | Santa Fe            | 2 − 1  | 0 − 1   |
| Oriente Petrolero    | 1 − 2           | Nacional            | 1 − 0  | 0 − 2   |

## Fase a gironi
La fase a gironi è iniziata il 12 febbraio ed è terminata il 17 aprile. Le prime due classificate di ciascun girone si sono qualificate per la fase ad eliminazione diretta.

### Gruppo 1
| Squadra             | Pt | G | V | N | P | GF | GS | DR |
| ------------------- | -- | - | - | - | - | -- | -- | -- |
| Vélez Sarsfield     | 15 | 6 | 5 | 0 | 1 | 9  | 3  | +6 |
| The Strongest       | 10 | 6 | 3 | 1 | 2 | 8  | 7  | +1 |
| Atlético Paranaense | 9  | 6 | 3 | 0 | 3 | 7  | 7  | 0  |
| Universitario       | 1  | 6 | 0 | 1 | 5 | 3  | 10 | -7 |

|                  | VEL   | DEP   | STR   | PAR   |
| ---------------- | ----- | ----- | ----- | ----- |
| Vélez Sarsfield  | –     | 1 – 0 | 2 – 0 | 2 – 0 |
| Universitario    | 0 – 1 | –     | 3 – 3 | 0 – 1 |
| The Strongest    | 2 – 0 | 1 – 0 | –     | 2 – 1 |
| Athl. Paranaense | 1 – 3 | 3 – 0 | 1 – 0 | –     |

### Gruppo 2
| Squadra                 | Pt | G | V | N | P | GF | GS | DR |
| ----------------------- | -- | - | - | - | - | -- | -- | -- |
| Unión Española          | 9  | 6 | 2 | 3 | 1 | 10 | 9  | +1 |
| San Lorenzo             | 8  | 6 | 2 | 2 | 2 | 6  | 5  | +1 |
| Independiente del Valle | 8  | 6 | 2 | 2 | 2 | 10 | 10 | 0  |
| Botafogo                | 7  | 6 | 2 | 1 | 3 | 5  | 7  | -2 |

|                         | SLO   | BOT   | UNI   | IND   |
| ----------------------- | ----- | ----- | ----- | ----- |
| San Lorenzo             | –     | 3 – 0 | 1 – 1 | 1 – 0 |
| Botafogo                | 2 – 0 | –     | 0 – 1 | 1 – 0 |
| Unión Española          | 1 – 0 | 1 – 1 | –     | 4 – 5 |
| Independiente del Valle | 1 – 1 | 2 – 1 | 2 – 2 | –     |

### Gruppo 3
| Squadra        | Pt | G | V | N | P | GF | GS | DR |
| -------------- | -- | - | - | - | - | -- | -- | -- |
| Cerro Porteño  | 10 | 6 | 3 | 1 | 2 | 10 | 9  | +1 |
| Lanús          | 8  | 6 | 2 | 2 | 2 | 6  | 5  | +1 |
| O'Higgins      | 7  | 6 | 1 | 4 | 1 | 5  | 5  | 0  |
| Deportivo Cali | 7  | 6 | 2 | 1 | 3 | 6  | 8  | -2 |

|                | LAN   | HIG   | CAL   | CER   |
| -------------- | ----- | ----- | ----- | ----- |
| Lanús          | –     | 0 – 0 | 2 – 0 | 2 – 0 |
| O'Higgins      | 0 – 0 | –     | 1 – 0 | 2 − 2 |
| Deportivo Cali | 2 − 1 | 1 − 1 | –     | 1 − 0 |
| Cerro Porteño  | 3 − 1 | 2 – 1 | 3 – 2 | –     |

### Gruppo 4
| Squadra          | Pt | G | V | N | P | GF | GS | DR |
| ---------------- | -- | - | - | - | - | -- | -- | -- |
| Atlético Mineiro | 12 | 6 | 3 | 3 | 0 | 8  | 5  | +3 |
| Nacional         | 8  | 6 | 2 | 2 | 2 | 8  | 10 | -2 |
| Zamora           | 7  | 6 | 2 | 1 | 3 | 6  | 6  | 0  |
| Santa Fe         | 5  | 6 | 1 | 2 | 3 | 10 | 11 | -1 |

|                  | CAM   | SAN   | NAC   | ZAM   |
| ---------------- | ----- | ----- | ----- | ----- |
| Atlético Mineiro | –     | 2 – 1 | 1 – 1 | 1 – 0 |
| Santa Fe         | 1 – 1 | –     | 3 – 1 | 2 – 2 |
| Nacional         | 2 – 2 | 3 – 2 | –     | 1 – 0 |
| Zamora FC        | 0 – 1 | 2 – 1 | 2 – 0 | –     |

### Gruppo 5
| Squadra              | Pt | G | V | N | P | GF | GS | DR |
| -------------------- | -- | - | - | - | - | -- | -- | -- |
| Defensor Sporting    | 11 | 6 | 3 | 2 | 1 | 11 | 5  | +6 |
| Cruzeiro             | 10 | 6 | 3 | 1 | 2 | 13 | 7  | +6 |
| Universidad de Chile | 10 | 6 | 3 | 1 | 2 | 6  | 9  | -3 |
| Real Garcilaso       | 3  | 6 | 1 | 0 | 5 | 4  | 13 | -9 |

|                      | CRU   | CHI   | SPO   | GAR   |
| -------------------- | ----- | ----- | ----- | ----- |
| Cruzeiro             | –     | 5 – 1 | 2 – 2 | 3 – 0 |
| Universidad de Chile | 0 – 2 | –     | 1 – 0 | 1 – 0 |
| Defensor Sporting    | 2 – 0 | 1 – 1 | –     | 4 − 1 |
| Real Garcilaso       | 2 − 1 | 1 − 2 | 0 − 2 | –     |

### Gruppo 6
| Squadra           | Pt | G | V | N | P | GF | GS | DR |
| ----------------- | -- | - | - | - | - | -- | -- | -- |
| Grêmio            | 14 | 6 | 4 | 2 | 0 | 8  | 1  | +7 |
| Atlético Nacional | 10 | 6 | 3 | 1 | 2 | 7  | 8  | -1 |
| Newell's Old Boys | 8  | 6 | 2 | 2 | 2 | 10 | 7  | +3 |
| Nacional          | 1  | 6 | 0 | 1 | 5 | 4  | 13 | -9 |

|                   | NEW   | GRE   | ATL   | NAC   |
| ----------------- | ----- | ----- | ----- | ----- |
| Newell's Old Boys | –     | 1 – 1 | 1 – 3 | 4 – 0 |
| Grêmio            | 0 – 0 | –     | 3 – 0 | 1 – 0 |
| Atlético Nacional | 1 – 0 | 0 – 2 | –     | 2 – 2 |
| Nacional          | 2 – 4 | 0 – 1 | 0 – 1 | –     |

### Gruppo 7
| Squadra  | Pt | G | V | N | P | GF | GS | DR |
| -------- | -- | - | - | - | - | -- | -- | -- |
| Bolivar  | 11 | 6 | 3 | 2 | 1 | 8  | 6  | +2 |
| León     | 10 | 6 | 3 | 1 | 2 | 10 | 7  | +3 |
| Flamengo | 7  | 6 | 2 | 1 | 3 | 10 | 10 | 0  |
| Emelec   | 6  | 6 | 2 | 0 | 4 | 7  | 12 | -5 |

|          | FLA   | EME   | BOL   | LEO   |
| -------- | ----- | ----- | ----- | ----- |
| Flamengo | –     | 3 – 1 | 2 – 2 | 2 – 3 |
| Emelec   | 1 – 2 | –     | 2 – 1 | 2 – 1 |
| Bolívar  | 1 − 0 | 2 – 1 | –     | 1 − 1 |
| León     | 2 − 1 | 3 − 0 | 0 − 1 | –     |

### Gruppo 8
| Squadra       | Pt | G | V | N | P | GF | GS | DR |
| ------------- | -- | - | - | - | - | -- | -- | -- |
| Santos Laguna | 13 | 6 | 4 | 1 | 1 | 11 | 5  | +6 |
| Arsenal       | 12 | 6 | 4 | 0 | 2 | 11 | 4  | +7 |
| Penarol       | 5  | 6 | 1 | 2 | 3 | 5  | 10 | -5 |
| Anzoategui    | 3  | 6 | 0 | 3 | 3 | 4  | 12 | -8 |

|                 | ARS   | LAG   | PEN   | ANZ   |
| --------------- | ----- | ----- | ----- | ----- |
| Arsenal Sarandí | –     | 3 – 0 | 1 – 0 | 3 – 0 |
| Santos Laguna   | 1 – 0 | –     | 4 – 1 | 3 – 0 |
| Peñarol         | 2 – 1 | 0 – 2 | –     | 1 – 1 |
| Dep. Anzoátegui | 1 – 3 | 1 – 1 | 1 – 1 | –     |

## Fase a eliminazione diretta
Gli accoppiamenti degli ottavi di finale, sul modello del tabellone tennistico, sono stati stabiliti in base a una classifica del rendimento nella prima fase. La prima squadra della classifica ha affrontato l'ultima, la seconda la penultima, la terza la terzultima, la quarta la quartultima e così via. Le prime di ogni girone del secondo turno sono state classificate tra le posizioni 1-8, le seconde tra le posizioni 9-16.

### Classifica
| Pos.                 | Squadra            | Pt                 | G                  | V                  | N                  | P                  | GF                 | GS                 | DR                 |
| Prime classificate   | Prime classificate | Prime classificate | Prime classificate | Prime classificate | Prime classificate | Prime classificate | Prime classificate | Prime classificate | Prime classificate |
| -------------------- | ------------------ | ------------------ | ------------------ | ------------------ | ------------------ | ------------------ | ------------------ | ------------------ | ------------------ |
| 1.                   | Vélez Sarsfield    | 15                 | 6                  | 5                  | 0                  | 1                  | 9                  | 3                  | +6                 |
| 2.                   | Grêmio             | 14                 | 6                  | 4                  | 2                  | 0                  | 8                  | 1                  | +7                 |
| 3.                   | Santos Laguna      | 13                 | 6                  | 4                  | 1                  | 1                  | 11                 | 5                  | +6                 |
| 4.                   | Atlético Mineiro   | 12                 | 6                  | 3                  | 3                  | 0                  | 8                  | 5                  | +3                 |
| 5.                   | Defensor Sporting  | 11                 | 6                  | 3                  | 2                  | 1                  | 11                 | 5                  | +6                 |
| 6.                   | Bolivar            | 11                 | 6                  | 3                  | 2                  | 1                  | 8                  | 6                  | +2                 |
| 7.                   | Cerro Porteño      | 10                 | 6                  | 3                  | 1                  | 2                  | 10                 | 9                  | +1                 |
| 8.                   | Unión Española     | 9                  | 6                  | 2                  | 3                  | 1                  | 10                 | 9                  | +1                 |
| Seconde classificate |                    |                    |                    |                    |                    |                    |                    |                    |                    |
| 9.                   | Arsenal            | 12                 | 6                  | 4                  | 0                  | 1                  | 11                 | 4                  | +7                 |
| 10.                  | Cruzeiro           | 10                 | 6                  | 3                  | 1                  | 2                  | 13                 | 7                  | +6                 |
| 11.                  | León               | 10                 | 6                  | 3                  | 1                  | 2                  | 10                 | 7                  | +3                 |
| 12.                  | The Strongest      | 10                 | 6                  | 3                  | 2                  | 2                  | 8                  | 7                  | +1                 |
| 13.                  | Atlético Nacional  | 10                 | 6                  | 3                  | 1                  | 2                  | 7                  | 8                  | -1                 |
| 14.                  | Lanús              | 8                  | 6                  | 2                  | 2                  | 2                  | 6                  | 5                  | +1                 |
| 15.                  | San Lorenzo        | 8                  | 6                  | 2                  | 2                  | 2                  | 6                  | 5                  | +1                 |
| 16.                  | Nacional           | 8                  | 6                  | 2                  | 2                  | 2                  | 8                  | 10                 | -2                 |

### Tabellone
|  | Ottavi di finale | Ottavi di finale    | Ottavi di finale | Ottavi di finale |                   |                   | Quarti di finale | Quarti di finale | Quarti di finale |  |             | Semifinali | Semifinali | Semifinali |  |          | Finale | Finale | Finale |
|  |                  |                     |                  |                  |                   |                   |                  |                  |                  |  |             |            |            |            |  |          |        |        |        |
|  | 16               | Nacional            | 1                | 2                |                   |                   |                  |                  |                  |  |             |            |            |            |  |          |        |        |        |
|  | 1                | Vélez Sarsfield     | 0                | 2                |                   |                   |                  |                  |                  |  |             |            |            |            |  |          |        |        |        |
|  | 1                | Vélez Sarsfield     | 0                | 2                |                   | Nacional          | 1                | 0                |                  |  |             |            |            |            |  |          |        |        |        |
|  |                  |                     |                  |                  |                   | Nacional          | 1                | 0                |                  |  |             |            |            |            |  |          |        |        |        |
|  |                  | Arsenal             | 0                | 0                |                   |                   |                  |                  |                  |  |             |            |            |            |  |          |        |        |        |
|  | 9                | Arsenal             | 0                | 0                | Arsenal           | 0                 | 1                |                  |                  |  |             |            |            |            |  |          |        |        |        |
|  | 9                |                     |                  |                  | Arsenal           | 0                 | 1                |                  |                  |  |             |            |            |            |  |          |        |        |        |
|  | 8                | Unión Española      | 0                | 0                |                   |                   |                  |                  |                  |  |             |            |            |            |  |          |        |        |        |
|  | 8                | Unión Española      | 0                | 0                |                   |                   |                  |                  |                  |  | Nacional    | 2          | 0          |            |  |          |        |        |        |
|  |                  |                     |                  |                  |                   |                   |                  |                  |                  |  | Nacional    | 2          | 0          |            |  |          |        |        |        |
|  |                  | Def. Sporting       | 0                | 1                |                   |                   |                  |                  |                  |  |             |            |            |            |  |          |        |        |        |
|  | 13               | Def. Sporting       | 0                | 1                | Atlético Nacional | 1                 | 1                |                  |                  |  |             |            |            |            |  |          |        |        |        |
|  | 13               |                     |                  |                  | Atlético Nacional | 1                 | 1                |                  |                  |  |             |            |            |            |  |          |        |        |        |
|  | 4                | Atlético Mineiro    | 0                | 1                |                   |                   |                  |                  |                  |  |             |            |            |            |  |          |        |        |        |
|  | 4                | Atlético Mineiro    | 0                | 1                |                   | Atlético Nacional | 0                | 0                |                  |  |             |            |            |            |  |          |        |        |        |
|  |                  |                     |                  |                  |                   | Atlético Nacional | 0                | 0                |                  |  |             |            |            |            |  |          |        |        |        |
|  |                  | Def. Sporting       | 2                | 1                |                   |                   |                  |                  |                  |  |             |            |            |            |  |          |        |        |        |
|  | 12               | Def. Sporting       | 2                | 1                | The Strongest     | 2                 | 0(2)             |                  |                  |  |             |            |            |            |  |          |        |        |        |
|  | 12               |                     |                  |                  | The Strongest     | 2                 | 0(2)             |                  |                  |  |             |            |            |            |  |          |        |        |        |
|  | 5                | Def. Sporting (dtr) | 0                | 2(4)             |                   |                   |                  |                  |                  |  |             |            |            |            |  |          |        |        |        |
|  | 5                | Def. Sporting (dtr) | 0                | 2(4)             |                   |                   |                  |                  |                  |  |             |            |            |            |  | Nacional | 1      | 0      |        |
|  |                  |                     |                  |                  |                   |                   |                  |                  |                  |  |             |            |            |            |  | Nacional | 1      | 0      |        |
|  |                  | San Lorenzo         | 1                | 1                |                   |                   |                  |                  |                  |  |             |            |            |            |  |          |        |        |        |
|  | 15               | San Lorenzo         | 1                | 1                | San Lorenzo (dtr) | 1                 | 0(4)             |                  |                  |  |             |            |            |            |  |          |        |        |        |
|  | 15               |                     |                  |                  | San Lorenzo (dtr) | 1                 | 0(4)             |                  |                  |  |             |            |            |            |  |          |        |        |        |
|  | 2                | Grêmio              | 0                | 1(2)             |                   |                   |                  |                  |                  |  |             |            |            |            |  |          |        |        |        |
|  | 2                | Grêmio              | 0                | 1(2)             |                   | San Lorenzo       | 1                | 1                |                  |  |             |            |            |            |  |          |        |        |        |
|  |                  |                     |                  |                  |                   | San Lorenzo       | 1                | 1                |                  |  |             |            |            |            |  |          |        |        |        |
|  |                  | Cruzeiro            | 0                | 1                |                   |                   |                  |                  |                  |  |             |            |            |            |  |          |        |        |        |
|  | 10               | Cruzeiro            | 0                | 1                | Cruzeiro          | 1                 | 2                |                  |                  |  |             |            |            |            |  |          |        |        |        |
|  | 10               |                     |                  |                  | Cruzeiro          | 1                 | 2                |                  |                  |  |             |            |            |            |  |          |        |        |        |
|  | 7                | Cerro Porteño       | 1                | 0                |                   |                   |                  |                  |                  |  |             |            |            |            |  |          |        |        |        |
|  | 7                | Cerro Porteño       | 1                | 0                |                   |                   |                  |                  |                  |  | San Lorenzo | 5          | 0          |            |  |          |        |        |        |
|  |                  |                     |                  |                  |                   |                   |                  |                  |                  |  | San Lorenzo | 5          | 0          |            |  |          |        |        |        |
|  |                  | Bolivar             | 0                | 1                |                   |                   |                  |                  |                  |  |             |            |            |            |  |          |        |        |        |
|  | 14               | Bolivar             | 0                | 1                | Lanús             | 2                 | 2                |                  |                  |  |             |            |            |            |  |          |        |        |        |
|  | 14               |                     |                  |                  | Lanús             | 2                 | 2                |                  |                  |  |             |            |            |            |  |          |        |        |        |
|  | 3                | Santos Laguna       | 1                | 0                |                   |                   |                  |                  |                  |  |             |            |            |            |  |          |        |        |        |
|  | 3                | Santos Laguna       | 1                | 0                |                   | Lanús             | 1                | 0                |                  |  |             |            |            |            |  |          |        |        |        |
|  |                  |                     |                  |                  |                   | Lanús             | 1                | 0                |                  |  |             |            |            |            |  |          |        |        |        |
|  |                  | Bolivar             | 1                | 1                |                   |                   |                  |                  |                  |  |             |            |            |            |  |          |        |        |        |
|  | 11               | Bolivar             | 1                | 1                | León              | 2                 | 1                |                  |                  |  |             |            |            |            |  |          |        |        |        |
|  | 11               |                     |                  |                  | León              | 2                 | 1                |                  |                  |  |             |            |            |            |  |          |        |        |        |
|  | 6                | Bolivar (gfc)       | 2                | 1                |                   |                   |                  |                  |                  |  |             |            |            |            |  |          |        |        |        |

### Ottavi di finale
| Squadra 1         | Totale            | Squadra 2         | Andata | Ritorno |
| ----------------- | ----------------- | ----------------- | ------ | ------- |
| Nacional          | 3 – 2             | Vélez Sarsfield   | 1 – 0  | 2 – 2   |
| Arsenal           | 1 – 0             | Unión Española    | 0 – 0  | 1 – 0   |
| Atlético Nacional | 2 – 1             | Atlético Mineiro  | 1 – 0  | 1 – 1   |
| The Strongest     | 2 – 2 (2 – 4 dtr) | Defensor Sporting | 2 – 0  | 0 – 2   |
| San Lorenzo       | 1 – 1 (4 – 2 dtr) | Grêmio            | 1 – 0  | 0 – 1   |
| Cruzeiro          | 3 – 1             | Cerro Porteño     | 1 – 1  | 2 – 0   |
| Lanús             | 4 – 1             | Santos Laguna     | 2 – 1  | 2 – 0   |
| León              | 3 – 3 (gfc)       | Bolivar           | 2 – 2  | 1 – 1   |

### Quarti di finale
| Squadra 1         | Totale | Squadra 2         | Andata | Ritorno |
| ----------------- | ------ | ----------------- | ------ | ------- |
| Nacional          | 1 – 0  | Arsenal           | 1 – 0  | 0 – 0   |
| Atlético Nacional | 0 – 3  | Defensor Sporting | 0 – 2  | 0 – 1   |
| San Lorenzo       | 2 – 1  | Cruzeiro          | 1 – 0  | 1 – 1   |
| Lanús             | 1 – 2  | Bolivar           | 1 – 1  | 0 – 1   |

### Semifinali
| Squadra 1   | Totale | Squadra 2         | Andata | Ritorno |
| ----------- | ------ | ----------------- | ------ | ------- |
| Nacional    | 2 – 1  | Defensor Sporting | 2 – 0  | 0 – 1   |
| San Lorenzo | 5 – 1  | Bolivar           | 5 – 0  | 0 – 1   |

### Finale
| Squadra 1 | Totale | Squadra 2   | Andata | Ritorno |
| --------- | ------ | ----------- | ------ | ------- |
| Nacional  | 1 – 2  | San Lorenzo | 1 – 1  | 0 – 1   |

## Classifica marcatori
| Gol |  |  | Giocatore            | Squadra                 |
| --- |  |  | -------------------- | ----------------------- |
| 5   |  |  | Julio dos Santos     | Cerro Porteño           |
| 5   |  |  | Nicolás Olivera      | Defensor Sporting       |
| 4   |  |  | Daniel Angulo        | Independiente del Valle |
| 4   |  |  | Mauro Boselli        | León                    |
| 4   |  |  | Juan Miguel Callejón | Bolívar                 |
| 4   |  |  | Gustavo Canales      | Unión Española          |
| 4   |  |  | Luis Miguel Escalada | Emelec                  |
| 4   |  |  | Juan Manuel Falcón   | Zamora                  |
| 4   |  |  | Felipe Gedoz         | Defensor Sporting       |
| 4   |  |  | Jô                   | Atlético Mineiro        |
| 4   |  |  | Omar Pérez           | Santa Fe                |
| 4   |  |  | Ricardo Goulart      | Cruzeiro                |
| 4   |  |  | Junior Sornoza       | Independiente del Valle |
| 4   |  |  | Wallyson             | Botafogo                |